# Karthik Raj
Karthik Raj (* 1. August 1997 in Singapur), mit vollständigen Namen Karthik Raj S/O Manimaren, ist ein singapurischer Fußballspieler.

## Karriere
Karthik Raj erlernte das Fußballspielen bis Ende 2015 in der National Football Academy. Wo er von 2016 bis Mitte 2019 gespielt hat, ist unbekannt. Am 1. Juli 2019 nahm ihn Hougang United unter Vertrag. Der Verein spielte in der ersten Liga, der Singapore Premier League. Bei Hougang kam er nicht zum Einsatz. Anfang 2020 unterschrieb er einen Vertrag beim Ligakonkurrenten Balestier Khalsa. Sein Erstligadebüt gab er am 1. März 2020 im Spiel gegen die Tampines Rovers. Hier wurde er in der 75. Minute gegen Zulfadhmi Suzliman ausgewechselt. Für Balestier bestritt er acht Erstligaspiele.
Seit dem 1. Januar 2021 ist Karthik Raj vertrags- und vereinslos.